# Medesano
Medesano is een gemeente in de Italiaanse provincie Parma (regio Emilia-Romagna) en telt 9637 inwoners (31-12-2004). De oppervlakte bedraagt 88,8 km², de bevolkingsdichtheid is 104 inwoners per km².
De volgende frazioni maken deel uit van de gemeente: Vedi elenco.

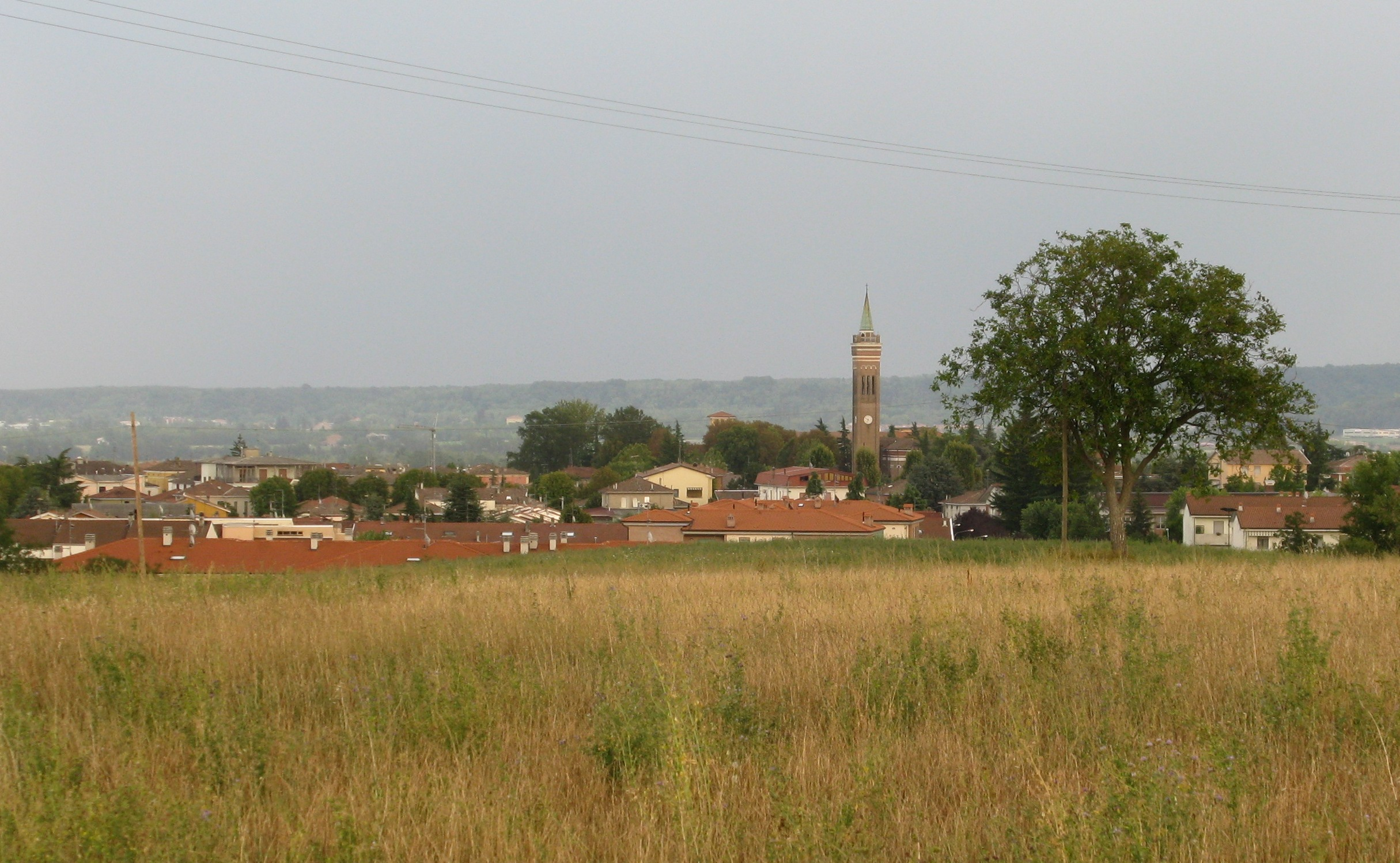
Medesano
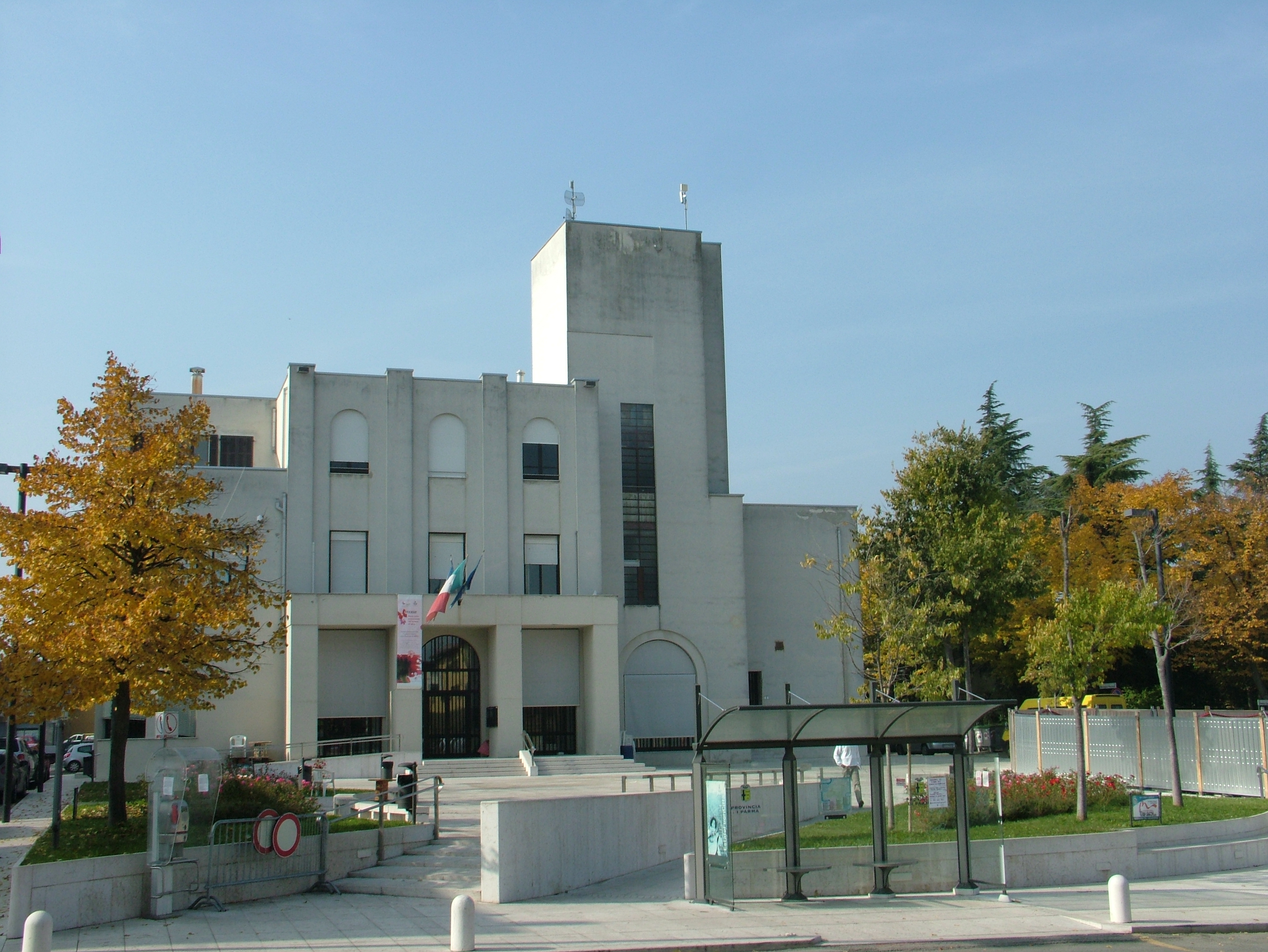
Gemeentehuis
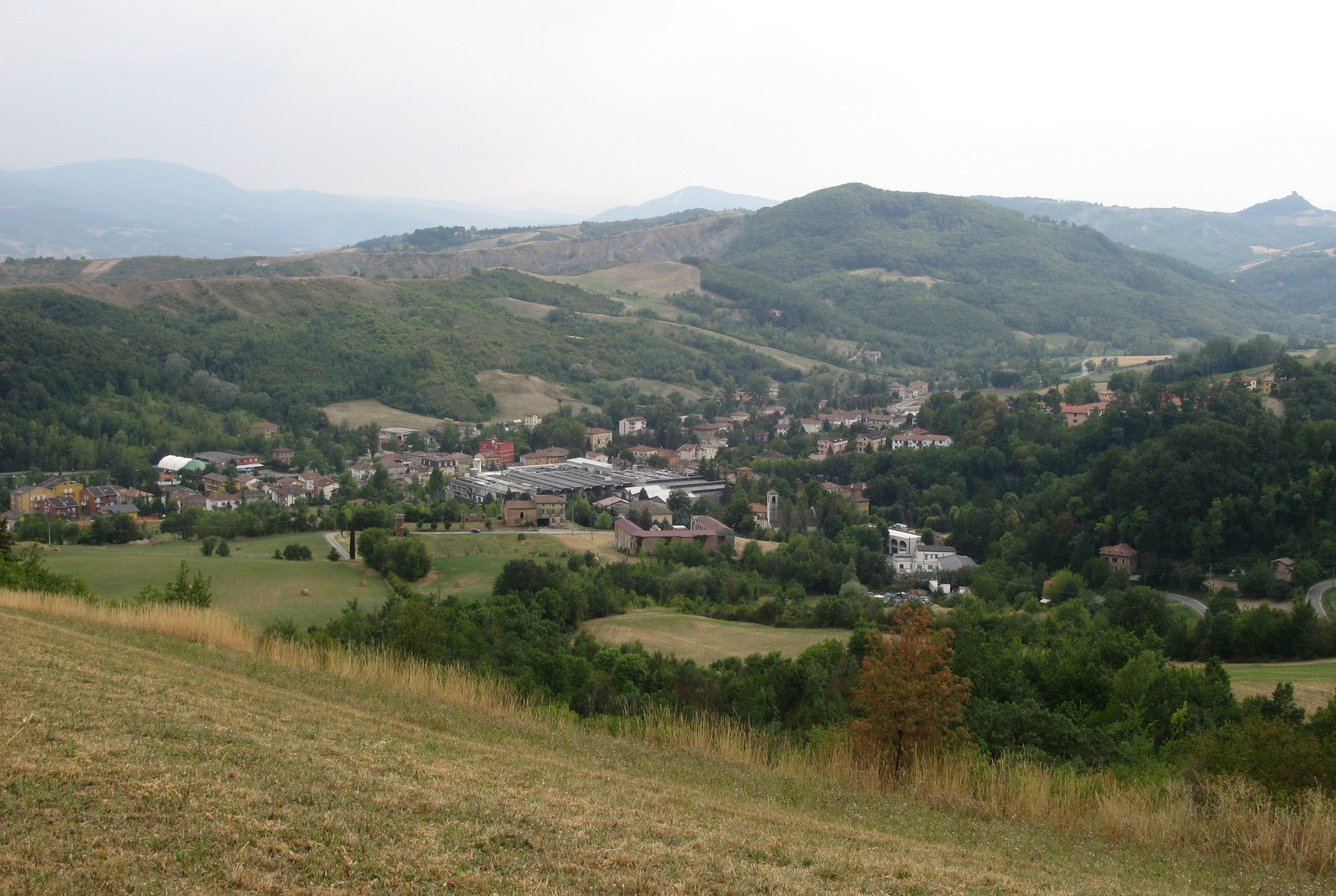
Sant'Andrea Bagni

## Demografie
Medesano telt ongeveer 3896 huishoudens. Het aantal inwoners steeg in de periode 1991-2001 met 15,6% volgens cijfers uit de tienjaarlijkse volkstellingen van ISTAT.
| Jaar | Inwoneraantal |
| ---- | ------------- |
| 1991 | 7909          |
| 2001 | 9139          |

## Geografie
Medesano grenst aan de volgende gemeenten: Collecchio, Fidenza, Fornovo di Taro, Noceto, Pellegrino Parmense, Salsomaggiore Terme, Varano de' Melegari.

## Geboren
- Luciano Armani (1940-2023), wielrenner